# Naoya Ishigami
Naoya Ishigami (født 2. marts 1985) er en japansk fodboldspiller.
Han har spillet for flere forskellige klubber i sin karriere, herunder Kashima Antlers, Cerezo Osaka, Shonan Bellmare, Oita Trinita, Tokyo Verdy, V-Varen Nagasaki og Giravanz Kitakyushu.